# Istiqlalmoskee
De Istiqlalmoskee (Bahasa: Masjid Istiqlal) is een islamitisch gebedshuis in Jakarta. Het gebouw werd na een bouw van 17 jaar geopend op 22 februari 1978. De Istiqlalmoskee heeft de status van nationale moskee, en is specifiek bedoeld om Indonesië's onafhankelijkheid te gedenken. Istiqlal is Arabisch voor onafhankelijkheid. Het gebouw bevindt zich in centraal Jakarta, naast het Medan Merdeka (Vrijheidsplein).

## Geschiedenis
Na de onafhankelijkheidsoorlog (1945 - 1949) en de soevereiniteitsoverdracht door Nederland aan Indonesië, eind 1949, ontstond er een initiatief om een nationale moskee voor de nieuwe republiek te bouwen. Het idee om een grote, nationale moskee te bouwen was afkomstig van Wahid Hasyim, de eerste minister voor religieuze zaken, en van Anwar Cokroaminto, die later voorzitter werd van de Masjid Istiqlal stichting. De commissie die de bouw aanstuurde werd in 1953 aangesteld, met Cokroaminto als voorzitter. Soekarno reageerde positief op het initiatief van Cokroaminto, en hielp vervolgens bij het toezicht op de bouw ervan. In 1954 werd Soekarno door de commissie aangesteld als technisch hoofdopzichter.
Verschillende locaties werden voorgesteld; Mohammad Hatta suggereerde een locatie in de buurt van de woonwijken aan de Jalan M.H. Thamrinin, daar waar nu Hotel Indonesia staat. Soekarno echter stond erop dat de nationale moskee gebouwd zou worden in de directe nabijheid van het presidentieel paleis en Jakarta’s belangrijkste plein, het Medan Merdeka. Hij beriep zich hierbij op de Javaanse traditie dat de kraton (vorstelijk paleis) en de masjid agung (grote moskee) gesitueerd horen te zijn rond de alun-alun (centraal grasveld). Soekarno stond er bovendien op dat de nationale moskee werd gebouwd in de nabijheid van de Kathedraal van Jakarta en de Immanuelkerk, om religieuze  harmonie en tolerantie te symboliseren, zoals de Pancasila dit beoogt. Later werd besloten dat de bouwplek het voormalige Wilhelminapark werd, tegenover de hoofdingang van de kathedraal. Fort Prins Frederik, een 19e-eeuws verdedigingswerk, en het Atjehmonument moesten plaats maken en werden afgebroken.
Soekarno volgde de planning en de bouw actief, waarbij hij onder meer voorzitter was van de jury voor de ontwerpwedstrijd in 1955. Het ontwerp van de uit Noord-Sumatra afkomstige christelijke architect Fredrich Silaban, die het als thema Ketuhanan (Goddelijkheid) meegaf, werd als beste uitgekozen. Van zijn hand is eveneens het ontwerp van het nabije Monumen Nasional. De eerste steen werd door Soekarno op 24 augustus 1961 gelegd, de bouw nam 17 jaar in beslag. De inmiddels aangetreden Soeharto inaugureerde het als de nationale moskee op 22 februari 1978. Als blijk van religieuze tolerantie is het voor bezoekers van de tegenoverliggende kathedraal mogelijk om bij hoogtijdagen als Kerst en Pasen te parkeren bij de moskee.

## Structuur
De zeven ingangen van de moskee zijn elk genoemd naar een van de namen van God in de islam. Daarnaast staat het getal zeven voor de zeven hemels, een gegeven in de islamitische kosmologie. Het rituele wassen vindt plaats bij waterbakken op de begane grond; een verdieping hoger bevinden zich de grote gebedsruimte en de ruim bemeten binnenplaats. De rechthoekige grote gebedsruimte wordt overwelfd door een centrale koepel, met een diameter van 45 meter. Het getal 45 symboliseert de onafhankelijkheidsverklaring van 1945. Aan de binnenzijde is de koepel versierd door een roestvrijstalen geometrisch mozaïek-achtig patroon. De koepel wordt ondersteund door twaalf ronde pilaren (een verwijzing naar de geboorte van Mohammed op de twaalfde dag van de maand Rabi' al-awwal). De gebedsruimte kent vier balkons, die zich over drie van de vier zijden uitstrekken, die via trappenhuizen in de hoeken toegankelijk zijn. Het interieur is eenvoudig. De stalen ornamenten, afkomstig uit Duitsland, en de geometrische patronen zijn minimalistisch in uitvoering. Het gebruikte marmer is lokaal gehouwen (oostelijk Java), de oorspronkelijke plannen om het uit Italië te betrekken bleken nogal kostbaar. 
Aan het hoofdgebouw verbonden is een kleiner rechthoekig gebouw, dat fungeert als hoofdingang. Via het trappenhuis van het bijgebouw zijn de hogere verdiepingen van het hoofdgebouw eveneens bereikbaar. Ook dit deel van de moskee is van een koepel voorzien.
De beide gebouwen zijn direct verbonden met de arcaden die de grote binnenplaats omsluiten. De enige minaret van de Istiqlalmoskee torent boven het zuidelijke hoekpunt van de arcade uit. De 66,66 meter hoge toren kent een modern ontwerp (de koran kent 6666 verzen). Bovenop de minaret staat een 30 meter hoge roestvrijstalen pinakel, het getal 30 symboliseert de adjza', delen van de Koran. Naast de minaret staat een grote bedug, een mansgrote trommel die aan weerszijden met buffelleer bespannen is. Het instrument wordt gebruikt om gelovigen naar de moskee te roepen.
Er is ruimte beschikbaar in de moskee voor educatie, en voor sociale en culturele activiteiten. 
Op hoogtijdagen is de fontein, die het water 45 meter hoog brengt, in werking (de vrijdagen, Suikerfeest en Offerfeest).
De moderne, en Arabisch ogende stijl van Istiqlalmoskee en de puntige minaret hebben wel als kritiek gekregen dat het ontwerp te sterk afwijkt van de islamitische cultuur en de lokale architectuur. President Soeharto heeft om tegemoet te komen aan de kritiek initiatieven gesteund om meer traditioneel-Javaans geïnspireerde gebedshuizen te bouwen. 